# Karnice (Radowo Małe)
Karnice (deutsch Karnitz) ist ein Dorf in der polnischen Woiwodschaft Westpommern. Es gehört zur Gmina Radowo Małe (Gemeinde Klein Raddow) im Powiat Łobeski (Labeser Kreis).

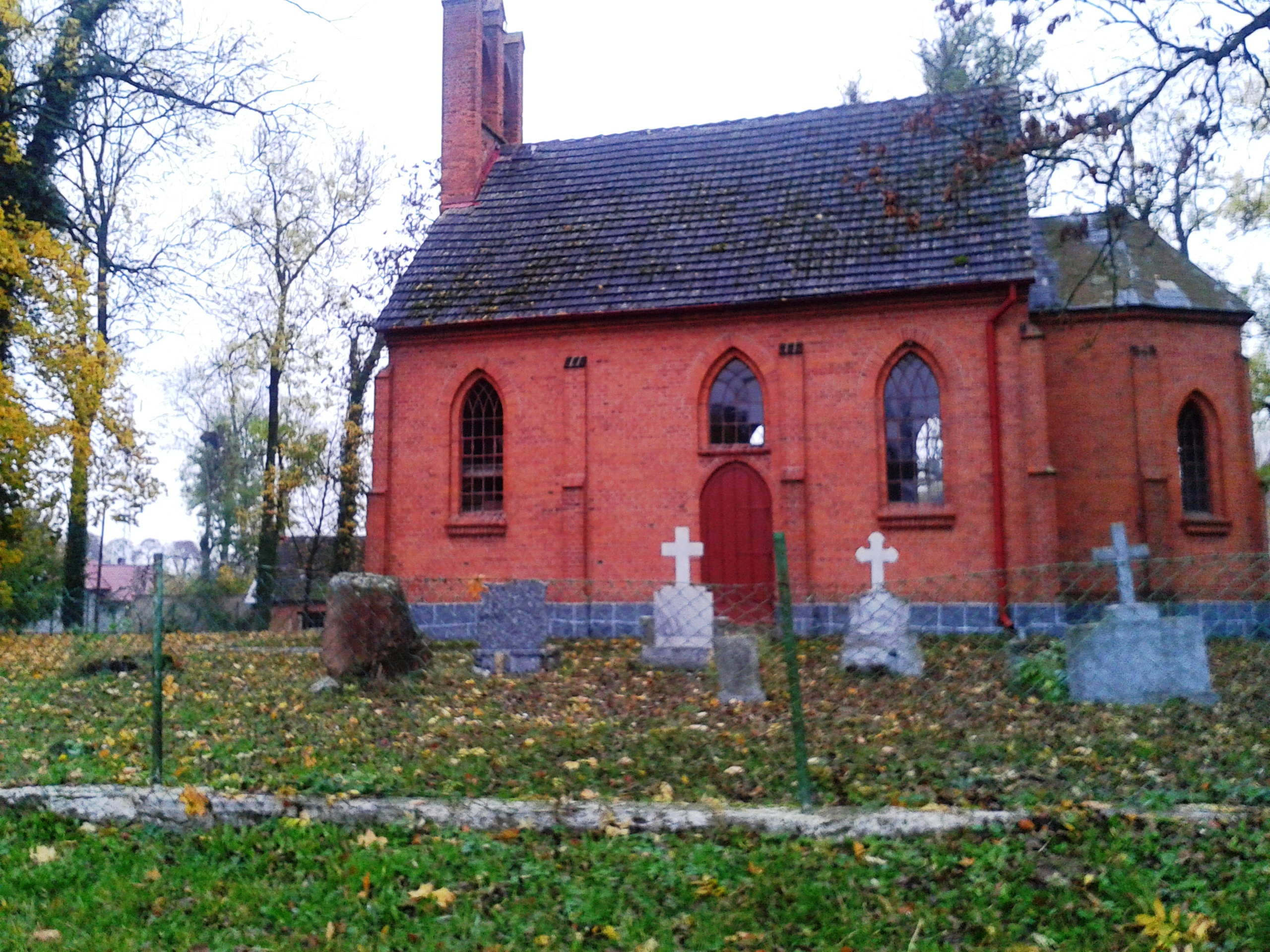
Dorfkirche, bis 1945 Gotteshaus der evangelischen Gemeinde Karnitz (Aufnahme 2014)

## Geographische Lage
Das Dorf liegt in Hinterpommern, etwa 70 Kilometer nordöstlich von Stettin und gut 10 Kilometer nordwestlich der Kreisstadt Labes. 

## Geschichte
Ab dem 19. Jahrhundert bestanden der politische Gutsbezirk Karnitz und die Landgemeinde Karnitz nebeneinander. Im Jahre 1910 zählte der Gutsbezirk Karnitz 132 Einwohner, die Landgemeinde Karnitz 46 Einwohner. 
Später wurden der Gutsbezirk Karnitz und der benachbarte Gutsbezirk Schmorow in die Landgemeinde Karnitz eingemeindet. Bis 1945 bildete Karnitz mit dem Wohnplatz Schmorow eine Landgemeinde im Kreis Regenwalde der preußischen Provinz Pommern. Die Ortschaft war dem Amtsbezirk Elvershagen zugeordnet.
Die Gemeinde zählte im Jahre 1925 361 Einwohner in 71 Haushaltungen und im Jahre 1939 303 Einwohner.
Nach dem Zweiten Weltkrieg wurde Karnitz – wie ganz Hinterpommern, jedoch ohne die militärischen Sperrgebiete – seitens der sowjetischen Besatzungsmacht der Volksrepublik Polen zur Verwaltung unterstellt. Es begann danach die allmähliche Zuwanderung von Polen. Der Ortsname wurde zu „Karnice“ polonisiert. In der Folgezeit wurde die einheimische Bevölkerung von der polnischen Administration aus dem Kreisgebiet vertrieben.
Heute liegt das Dorf in der polnischen Gmina Radowo Małe (Gemeinde Klein Raddow), in der es ein eigenes Schulzenamt bildet.